# Hesperocimex sonorensis
Hesperocimex sonorensis är en insektsart som beskrevs av Ryckman 1958. Hesperocimex sonorensis ingår i släktet Hesperocimex och familjen vägglöss. Inga underarter finns listade i Catalogue of Life.